# Richtlinie 2009/33/EG über die Förderung sauberer und energieeffizienter Straßenfahrzeuge
Die Richtlinie 2009/33/EG über die Förderung sauberer und energieeffizienter Straßenfahrzeuge, allgemein bekannt als Clean Vehicles Directive, ist eine Richtlinie des Europäischen Parlaments und des Rates vom 23. April 2009. Sie wurde mit der Richtlinie (EU) 2019/1161 vom 20. Juni 2019 geändert.
Die Richtlinien zielen darauf ab, die Umweltfreundlichkeit und Energieeffizienz von Fahrzeugen im öffentlichen Beschaffungswesen zu fördern. Die Mitgliedstaaten der Europäischen Union haben sicherzustellen, dass öffentliche Auftraggeber dazu verpflichtet sind, beim Kauf bestimmter Straßenfahrzeuge die Energie- und Umweltauswirkungen, einschließlich des Energieverbrauchs, der CO2-Emissionen und bestimmter Schadstoffemissionen während der gesamten Lebensdauer, zu berücksichtigen, um den Markt für saubere und energieeffiziente Fahrzeuge zu fördern und zu beleben und den Beitrag des Verkehrssektors zur Umwelt-, Klima- und Energiepolitik der Europäischen Union zu verbessern.

## Richtlinie 2009/33/EG in der durch die Richtlinie (EU) 2019/1161 geänderten Fassung
Die Richtlinie (EU) 2019/1161 definiert in Art. 4 Nr. 4 den Begriff saubere Fahrzeuge für deren weitere Bestimmungen. Für leichte Nutzfahrzeuge (darunter auch PKW) bemisst sich dieser an Emissionsgrenzen. Als sauber gelten hier Fahrzeuge, die den Grenzwert von 50 Gramm CO2 pro Kilometer einhalten, ab 2026 werden Null Gramm Emissionen vorgeschrieben. Schwere Nutzfahrzeugen (LKW und Busse) gelten als sauber, wenn sie alternative Kraftstoffe (bzw. Antriebe) im Sinne der Richtlinie 2014/94/EU verwenden. Dazu zählen u. a. Strom, Wasserstoff, Biokraftstoff, synthetische Kraftstoffe, Erdgas und Flüssiggas. Auch Hybridantriebe gelten als sauber. Im Weiteren gibt die Richtlinie für jeden EU-Mitgliedsstaat Mindestziele für den Anteil sauberer Fahrzeuge bei der Vergabe öffentlicher Aufträge vor. Diese unterscheiden sich je nach Fahrzeugklasse (leichte Nutzfahrzeuge, LKW und Busse). Für Busse gilt der Zusatz, dass die Hälfte der sauberen Busse emissionsfreie Busse (CO2-Ausstoß weniger als 1 g/kWh) sein müssen. Insgesamt gibt es zwei Referenzzeiträume: August 2021 bis Ende 2025 und 2026 bis Ende 2030. Die Mindestquote für saubere LKW und Busse steigt zum zweiten Referenzzeitraum.
Die neue Richtlinie musste von den EU-Mitgliedsstaaten bis 2. August 2021 in nationales Recht übersetzt werden. In Deutschland geschah dies durch das Saubere-Fahrzeuge-Beschaffungs-Gesetz vom 9. Juni 2021.